# On Day One
On Day One — це освітня кампанія, покликана поглибити розуміння американської громадськості та привернути увагу кандидатів у президенти до необхідності та потенціалу міжнародного співробітництва у вирішенні ключових глобальних викликів.

## Приналежність
On Day One — це проєкт в рамках кампанії «Better World Campaign (BWC)», позапартійної організації, яка працює над зміцненням відносин між Сполученими Штатами та Організацією Об'єднаних Націй через інформаційно-просвітницьку діяльність, комунікації та адвокацію. BWC була започаткована Фондом «Better World Fund», який разом з Фондом ООН є результатом історичного дарунка підприємця і філантропа Теда Тернера в розмірі 1 мільярда доларів на підтримку діяльності ООН.

## Як це працює
Використовуючи онлайн-платформу, On Day One має на меті зібрати та обмінятися ідеями про те, що наступний президент може зробити в перший день свого правління, щоб допомогти розв'язувати світові проблеми. Від зміни клімату, тероризму, бідності до поширення хвороб — On Day One заохочує пересічних громадян долучитися до глобальної дискусії про те, як можна використати міжнародне співробітництво для вирішення найгостріших світових дилем. У лавах On Day One є такі люди як:
- Лауреат Нобелівської премії миру Мухаммед Юнус
- Посол Джозеф Вілсон
- Колишній адміністратор EPA Керол Браунер
- Колумніст Washington Note Стів Клемонс
- Колишній глава апарату Білого дому Джон Подеста
- Колишній сенатор і кандидат у президенти Майк Гравел
- Колишній начальник апарату Державного департаменту полк. Лоуренс Вілкерсон
- Посол Томас Пікерінг
- Конгресвумен Барбара Лі